# Sveriges yngsta mästerkock
Sveriges yngsta mästerkock är ett svenskt tävling- och matlagningsprogram på TV4 och är en spinoff på Sveriges mästerkock. Programmet är baserat på formatet Junior Masterchef. Programmet går ut på att tolv hemmakockar i åldrarna åtta till tolv år tävlar i att laga olika maträtter. I slutet av varje avsnitt åker de två som har presterat sämst ut. Vilka som får lämna programmet avgörs av juryn som under de första tre säsongerna bestod av Leif Mannerström, Markus Aujalay och Tina Nordström. I fjärde till sjätte säsongen bestod juryn av Tina Nordström, Danyel Couet och Paul Svensson. I den sjunde säsongen som började den 8 april 2020 bestod juryn av Tina Nordström och Danyel Couet. Säsong åtta hade premiär 14 april 2021 och juryn är oförändrad.

## Säsonger

### Säsong 1
Första säsongen sändes mellan 9 april 2014 och 11 juni 2014. Deltagarna var Viktor 13 år, Melina 10 år, Maja 12 år, Christina 12 år, Cleo 10 år, Jonathan 13 år, Fabian 11 år, Selma 8 år, Felix 13 år, Adrian 13 år, Lovisa 13 år, Pontus 13 år.  Vinnare blev den 13-årige Viktor från Gärds Köpinge. Vinnaren av säsongen fick ta med sig sin familj till Paris, Frankrike och fick även privatlektioner på kockskolan Ecole Lenotre.
| Placering  |                    |                 |
| ---------- | ------------------ | --------------- |
| Vinnare    | Viktor Klemmedsson | -               |
| 2:a plats  | Maja Ljung         | -               |
| 3:e plats  | Lovisa Dahlberg    | Jonathan Skalin |
| 5:e plats  | Adrian Engström    | Cleo Andersson  |
| 7:e plats  | Selma Bonamy       | Pontus Skalin   |
| 9:e plats  | Fabian Lindholm    | Felix Wilow     |
| 11:e plats | Christina Brown    | Melina Engström |

### Säsong 2
Andra säsongen började att sändas den 8 april 2015. Deltagarna var Ossian 12 år, Max 12 år, Elin 10 år, Una 10 år, Gabriella 10 år, Alica 10 år, Axel 12 år, Carl 12 år, Ellen 11 år, Edvin 12 år, Mattis 9 år, Donya 12 år. Vinnaren blev 12-åriga Donya Absi från Uppsala. Vinnaren av säsongen fick ta med familjen till New York, USA och fick privatlektioner vid kockskolan Institute of Culinary Education.
| Placering  |                 |                     |
| ---------- | --------------- | ------------------- |
| Vinnare    | Donya Absi      | -                   |
| 2:a plats  | Carl Böhrens    | -                   |
| 3:e plats  | Ellen Taylor    | Edvin Nordek        |
| 5:e plats  | Max Andersson   | Alica Andersson     |
| 7:e plats  | Ossian Palmgren | Axel Jakobsson      |
| 9:e plats  | Elin Hallenborg | Gabriella Johansson |
| 11:e plats | Mattis Åhnberg  | Una Ademovic        |

### Säsong 3
| Placering  |          |        |
| ---------- | -------- | ------ |
| Vinnare    | Signe    | -      |
| 2:a plats  | Felix    | -      |
| 3:e plats  | Jonathan | Viggo  |
| 5:e plats  | Märta    | Vilda  |
| 7:e plats  | William  | Elina  |
| 9:e plats  | Iris     | Inez   |
| 11:e plats | Olle     | Zigeng |